# Prințesa Carolina Matilda de Schleswig-Holstein-Sonderburg-Augustenburg
Prințesa Karoline Mathilde de Schleswig-Holstein-Sonderburg-Augustenburg (25 ianuarie 1860 – 20 februarie 1932) a fost a doua fiică a lui Frederic al VIII-lea, Duce de Schleswig-Holstein și a soției acestuia, Prințesa Adelheid de Hohenlohe-Langenburg.

## Căsătorie și copii
La 19 martie 1885 la Primkenau, Karoline Mathilde s-a căsătorit cu Friedrich Ferdinand, fiul cel mare al lui Friedrich, Duce de Schleswig-Holstein-Sonderburg-Glücksburg și a Prințesei Adelheid de Schaumburg-Lippe. Friedrich Ferdinand era nepot al regelui Christian al IX-lea al Danemarcei. Karoline Mathilde și Friedrich Ferdinand au avut cinci copii:
- Prințesa Viktoria Adelheid Helene Luise Marie Friederike de Schleswig-Holstein-Sonderburg-Glücksburg (31 decembrie 1885 – 3 octombrie 1970)
- Prințesa Alexandra Viktoria Auguste Leopoldine Charlotte Amalie Wilhelmine de Schleswig-Holstein-Sonderburg-Glücksburg (21 aprilie 1887 – 15 aprilie 1957)
- Prințesa Helene Adelheid Viktoria Marie de Schleswig-Holstein-Sonderburg-Glücksburg (1 iunie 1888 – 30 iunie 1962)
- Prințesa Adelheid Luise de Schleswig-Holstein-Sonderburg-Glücksburg (19 octombrie 1889 – 11 iunie 1964)
- Wilhelm Friedrich Christian Günther Albert Adolf Georg, Duce de Schleswig-Holstein (23 august 1891 – 10 februarie 1965)
- Prințesa Karoline Mathilde de Schleswig-Holstein-Sonderburg-Glücksburg (11 mai 1894 – 1972)